# Siegfried Haussühl
Georg Siegfried Haussühl (* 25. November 1927 in Gunzenhausen; † 7. Januar 2014) war ein deutscher Mineraloge und Kristallograph. Seine Forschungsgebiete in der Kristallographie waren Kristallphysik und Kristallzüchtung.

## Leben
Haussühls Schulzeit in Nagold wurde ab Herbst 1943 durch den Einzug als Flakhelfer und zum Heer und dann durch amerikanische Kriegsgefangenschaft (bis Herbst 1946) unterbrochen, so dass er erst im Frühjahr 1948 die Reifeprüfung ablegen konnte.
Im Herbst 1948 begann er in Tübingen Chemie zu studieren, wechselte dann aber zur Physik, und beendete das Studium 1953 mit einer Diplomarbeit bei dem Physiker Walter Kossel (Elektroneninterferenzen an dünnen MoS{\displaystyle _{2}}-, CdI{\displaystyle _{2}} und PbI{\displaystyle _{2}}-Einkristallen im konvergenten Bündel).
Schon in der Diplomzeit entwickelte sich durch Kontakt zum Mineralogen und Kristallographen Kurt Spangenberg Haussühls Interesse an Kristallwachstum und an den elastischen Eigenschaften von Kristallen, so dass dieses dann Thema seiner Doktorarbeit in Tübingen 1956 wurde (Die elastischen Eigenschaften der Alkalihalogenide vom Steinsalz-Typus).
Nach Abschluss seiner Doktorarbeit wurde Haussühl wissenschaftlicher Assistent
am Mineralogischen Institut der Universität Tübingen und habilitierte sich 1960 im Fach Mineralogie (Struktur und Eigenschaften der Alaune).
Von 1962 bis 1964 war er Wissenschaftlicher Rat in Kristallographie.
Von April 1964 an war Haussühl Außerordentlicher Professor für Kristallographie an der Universität Freiburg,
ab April 1966 Ordentlicher Professor und Direktor des Kristallographischen Instituts, jedoch folgte
er zu August 1966 dem Ruf auf den neu eingerichteten Lehrstuhl für Kristallographie an der Universität zu Köln,
die dann auch über seine Emeritierung 1993 hinaus für insgesamt vierzig Jahre seine wissenschaftliche Wirkungsstätte wurde. Haussühl verstarb Anfang 2014 im Alter von 86 Jahren.

## Werk
Haussühl erkannte früh, dass im Beziehungsgefüge von Struktur und Eigenschaften eines Stoffes die elastischen Eigenschaften eine Schlüsselrolle spielen.
Weil die Verfügbarkeit großer Einkristalle (mehr als 1 cm³ Volumen) die wichtigste Voraussetzung zur Untersuchung von Kristalleigenschaften ist, züchtete
Haussühl tausende Kristallproben, meist aus wässriger Lösung, in der durch die Ansprüche der Kristallphysik diktierten Qualität.
Als zuverlässige Alltagsmethode zur Messung elastischer Konstanten entwickelte Haussühl das verbesserte Schaefer-Bergmann-Verfahren der Beugung von Lichtwellen
an stehenden Ultraschallwellen,

das er später zum allgemeinen Platten-Resonanzverfahren weiterentwickelte.
Haussühl ermittelte den kompletten Satz von elastischer Konstanten von 388 unterschiedlichen Einkristallen zumindest bei Raumtemperatur -- das ist der umfangreichste Beitrag dieser Art, den je ein Einzelwissenschaftler geleistet hat.
Markant an S. Haussühls Arbeitsstil waren seine außergewöhnlichen experimentellen Fertigkeiten bei der Kristallzüchtung
und -präparation, bereits in frühen Jahren, obwohl er von früh an mathematisch und theoretisch zur Kristallphysik gearbeitet hat. Meilensteine seiner Arbeit waren
- die Aufklärung der Abweichungen von den Cauchy-Relationen,[5]
- die erstmalige Bestimmung des vollständigen Satzes von 21 elastischen Konstanten eines triklinen Kristalls sowie [6]
- die Aufstellung der quasi-additive-Regel des elastischen S-Faktors.[7]

## Organisatorisches Wirken
Schon in den 1960er Jahren suchte Haussühl nach Wegen zur Gründung einer deutschen kristallografischen Gesellschaft, fand aber nicht genügend Mitstreiter. Deshalb initiierte er mit Kollegen aus Hochschule und Industrie die 1970 erfolgte Gründung der Deutschen Gesellschaft für Kristallwachstum und Kristallzüchtung (DGKK), deren erster Vorsitzender er wurde.
Von 1977 bis 1988 war S. Haussühl Herausgeber der Zeitschrift für Kristallographie.

## Auszeichnungen
- 1963: Ernst-Abbé-Preis der Deutschen Mineralogischen Gesellschaft
- 1998: Carl-Hermann-Medaille der Deutschen Gesellschaft für Kristallographie

## Schriften
- Kristallgeometrie. Verlag Chemie, Weinheim 1977.
- Kristallstrukturbestimmung. Physik-Verlag, Weinheim 1979.
- Kristallphysik. Physik-Verlag, Weinheim 1983.
- Physical Properties of Crystals: An Introduction, Wiley-VCH 2007.